# Léon Heitz
Pour les articles homonymes, voir Heitz.
Léon Heitz, né le 12 mai 1920 à Holtzheim et mort le 8 octobre 1997 à Cannes, est un homme politique français.